# Centrale à turbine à vapeur
Une centrale avec turbines à vapeur est une centrale thermique utilisant de la vapeur d'eau à haute température et forte pression pour entraîner une turbine à vapeur.

## Fonctionnement

Au premier plan, la pompe à vide du condenseur, visible au second plan. Le condensat est réinjecté à forte pression par la pompe alimentaire vers les échangeurs de la chaudière.

Le fluide de travail est de la vapeur d'eau qui subit une détente lors de son expansion ce qui entraine la rotation des roues de la turbine entrainant à son tour un alternateur accouplé. L'alternateur transforme l'énergie mécanique de la turbine en énergie électrique.  La source chaude (fission nucléaire, combustion du charbon ou du fioul, incinération...) chauffe (directement ou indirectement) de l'eau, qui passe de l'état liquide à l'état vapeur. La vapeur ainsi produite est admise dans la turbine qui entraîne un alternateur.

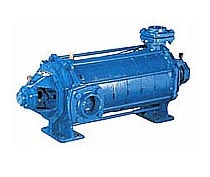
Pompe alimentaire de centrale à vapeur. Elle monte l'eau venant du condenseur à la pression de fonctionnement de la turbine HP. Le changement de l'eau en vapeur a lieu dans la chaudière à pression constante.

À la sortie de la turbine, la vapeur est condensée dans un condenseur alimenté par une source froide (eau de mer, eau douce de rivière ou tour aéroréfrigérante…) et se retrouve à l'état liquide. Le condensat obtenu est enfin renvoyé dans le système d'alimentation en eau pour un nouveau cycle de vaporisation. En thermodynamique, domaine qui étudie les échanges de chaleur, le deuxième principe démontre qu'une source chaude et une source froide sont absolument nécessaires pour transformer un échange de chaleur en travail dans une machine thermique.
Les principaux composants d'une centrale thermique sont :
- la bâche alimentaire ;
- le poste d'eau (réchauffage et pressurisation de l'« eau alimentaire ») ;
- la chaudière et ses auxiliaires (broyeurs à charbon, dépoussiéreur électrostatique, évacuation des cendres…) ;
- le groupe turbo-alternateur ;
- le condenseur ;
- le poste électrique (transformateurs…).

Le principe simplifié de fonctionnement est le suivant :
1. De l'eau déminéralisée contenue dans une bâche alimentaire y est dégazée, avant d'être envoyée par les « pompes alimentaires ». Terme consacré par l'usage chez les constructeurs : ce sont les pompes haute pression qui font circuler l'eau dans l'installation vers la chaudière ;
2. La chaudière transfère la chaleur, dégagée par la combustion, à l'eau qui se transforme en vapeur surchauffée sous pression ;
3. La vapeur ainsi produite est injectée dans la turbine où elle se détend avant de rejoindre le condenseur ; l'énergie cinétique générée par la détente de la vapeur provoque la rotation des roues de la turbine, qui entraîne l'alternateur ;
4. Refroidie dans le condenseur par une circulation d'eau d'un circuit secondaire (eau de mer, eau de rivière…) la vapeur retourne à l'état liquide et est renvoyée à la bâche alimentaire d'où elle repart pour un nouveau cycle.

En pratique, le fonctionnement est un peu plus complexe car plusieurs dispositifs sont prévus pour améliorer le rendement. Par exemple :
- la turbine a généralement deux corps (haute pression, HP, et moyenne pression, MP) et la détente de la vapeur s'effectue en deux étages ; entre les deux, la vapeur retourne à la chaudière pour y être resurchauffée ;
- divers soutirages de vapeur sont prévus permettant le réchauffage de l'eau alimentaire (eau retournant à la chaudière après son passage en turbine et sa condensation) avant son admission dans la chaudière.

Schéma d'une centrale à charbon « standard »

— Centrale à charbon & turbines à vapeur —
| 1. Tour aéroréfrigérante               | 8. Condenseur              | 15. Trémie à charbon           | 22. Prise d'air de combustion        |
| 2. Pompe de refroidissement condenseur | 9. Turbine intermédiaire   | 16. Concasseur à charbon       | 23. Économiseur                      |
| 3. Ligne HT triphasée                  | 10. Vanne de contrôle      | 17. Ballon séparateur          | 24. Réchauffeur d'air                |
| 4. Transformateur élévateur de tension | 11. Turbine haute pression | 18. Trémie à mâchefers         | 25. Électrofiltre                    |
| 5. Générateur électrique               | 12. Dégazeur               | 19. Surchauffeur primaire      | 26. Ventilateur de tirage            |
| 6. Turbine basse pression              | 13. Préchauffeur           | 20. Ventilateur d'alimentation | 27. Cheminée                         |
| 7. Pompe extraction condensat          | 14. Convoyeur à charbon    | 21. Surchauffeur intermédiaire | 28. Pompe alimentaire haute pression |